# Columbus Cottonmouths
Columbus Cottonmouths byl profesionální americký klub ledního hokeje, který sídlil v Columbu ve státě Georgie. V letech 2004–2017 působil v profesionální soutěži Southern Professional Hockey League. Před vstupem do SPHL působil v Central Hockey League a East Coast Hockey League. Cottonmouths ve své poslední sezóně v SPHL skončily ve čtvrtfinále play-off. Své domácí zápasy odehrával v hale Columbus Civic Center s kapacitou 7 459 diváků. Klubové barvy byly modrá, zlatá, černá a bílá.

## Úspěchy
- Vítěz CHL ( 1× )
  - 1997/98
- Vítěz SPHL ( 2× )
  - 2004/05, 2011/12

## Přehled ligové účasti
Zdroj: 
- 1996–2001: Central Hockey League (Východní divize)
- 2001–2003: East Coast Hockey League (Jihovýchodní divize)
- 2003–2004: East Coast Hockey League (Centrální divize)
- 2004–2017: Southern Professional Hockey League